# ایوان پنجم
ایوان پنجم آلکسی‌یِویچ (به روسی: Иван V Алексеевич) (۶ سپتامبر ۱۶۶۶ – ۸ فوریه ۱۶۹۶) فرزند الکسی یکم بود که از سال ۱۶۸۲ تا ۱۶۹۶ میلادی و به‌طور مشترک با برادر ناتنی کوچک‌ترش پتر یکم با عنوان تزار تمام روسیه حکومت کرد. ایوان کوچک‌ترین پسر تزار الکسی از همسر اولش ماریا میلوسلاوسکایا بود و دوران سلطنتش به دلیل برخورداری از مشکلات جسمی و روحی تنها اسمی بود.

## تولد و اوایل زندگی
ایوان پنجم به عنوان کوچک‌ترین پسر تزار الکسی یکم از همسر نخستش ماریا میلوسلاوسکایا در ۶ سپتامبر [سبک قدیمی: ۲۷ اوت] ۱۶۶۶ در مسکو به دنیا آمد. فقط دو تن از برادران مادری بزرگ‌ترش از دوران کودکی جان سالم به در بردند. برادر بزرگ او الکسی، در سن ۱۵ سالگی در سال ۱۶۷۰ درگذشت؛ از این‌رو برادر دومش فئودور، به عنوان فیودور سوم پس از مرگ پدرشان تزار‌ شد. هنگامی که فئودور در سال ۱۶۸۲ بدون هیچ جانشینی درگذشت، روسیه با بحران جانشینی مواجه شد؛ زیرا تصور می‌شد که ایوان، پسر بزرگ بعدی، «از نظر جسمی و روانی ناتوان بود». پیشنهاد شد که او به نفع برادر ناتنی کوچک‌ترش پیتر که در این زمان تنها ۱۰ سال داشت، اما از نظر ذهنی و جسمی سالم بود و انتظار می‌رفت که توان رهبری را کافی در بزرگسالی داشته باشد، کنار برود.

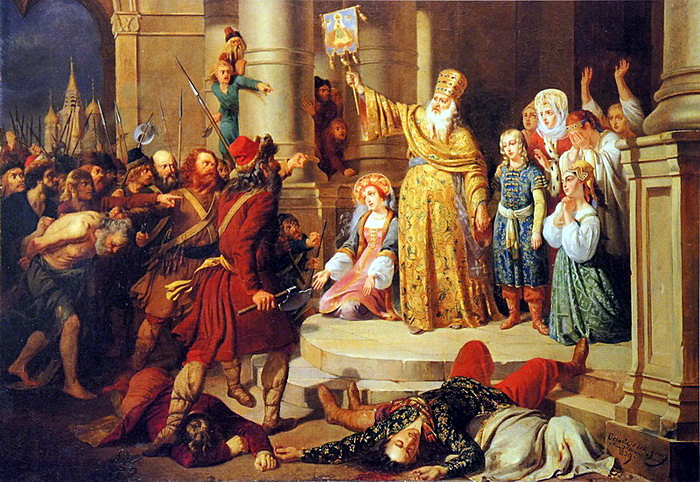
پاتریارک یواخیم ایوان جوان را برای آرام‌کردن شورشیان استرلتسی به آنها نشان می‌دهد؛ نگاره «قیام استرلتسی» اثر اکتاوی روسینیون در ۱۸۳۹م.

کلیسا و ناریشکین‌ها (خاندان مادری پتر به رهبری مادرش ناتالیا ناریشکینا) از عروج پیشنهادی پیتر به تاج و تخت حمایت کردند. با این حال، میلوسلاوسکی‌ها (خاندان مادری ایوان) به رهبری خواهر بزرگ‌تر ایوان سوفیا آلکسیونا، با این امر مخالفت کردند. آنها شایعاتی در اطراف پایتخت پخش کردند مبنی بر اینکه فئودور سوم توسط بویارها مسموم شده بوده و ایوان جوان نیز خفه شده است تا زمینه برای سلطنت پتر ۱۰ ساله فراهم شود. این شایعات به شورش استرلتسی‌ها در سال ۱۶۸۲ دامن زد؛ جایی که سپاه استرلتسی به کرملین مسکو حمله کرد و آشوب و کشتار تنها زمانی فروکش کرد که ایوان شخصاً در کاخ ظاهر شد و به همه ثابت کرد که زنده و سالم است.
استرلتسی‌ها خواستار تاج‌گذاری ایوان به عنوان تزار جدید شدند و در نهایت با اعلام ایوان پنجم و پتر یکم به عنوان تزار مشترک و حکومت یک نایب‌السلطنه تا زمانی که پسران بالغ شوند، سازش صورت گرفت. سپس سوفیا آلکسیونا که در زمان سلطنت برادرش فئودور شخصیتی تأثیرگذار در دربار بود، به عنوان نایب‌السلطنه برگزیده شد.

## سلطنت

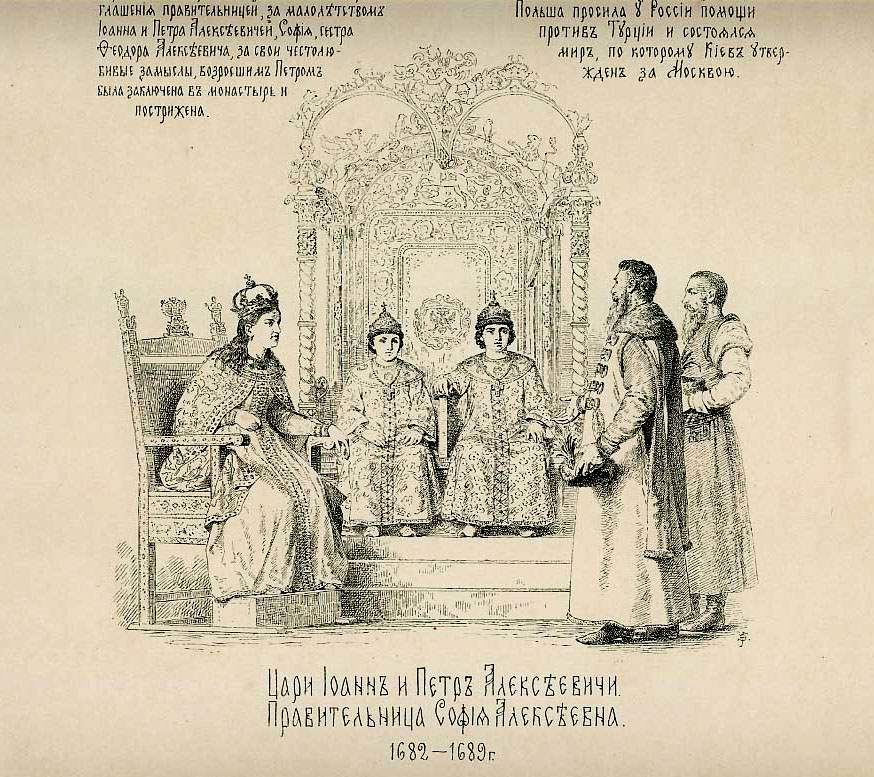
نگاره‌ای از سلطنت مشترک ایوان و پتر بر تخت سلطنتی دونفره اثر واسیلی ورشچاگین؛ سوفیا نیز به عنوان نایب‌السلطنه در کنار آنها حضور دارد.

در ۲۵ ژوئن ۱۶۸۲، کمتر از دو ماه پس از مرگ فئودور سوم، ایوان و پیتر در کلیسای جامع رستاخیز مسکو به عنوان تزار مشترک تاجگذاری کردند و تخت پادشاهی ویژه‌ای با دو صندلی برای این مناسبت ساخته شد. ایوان در آن زمان ۱۶ سال و هم جایگاه او پیتر تنها ۱۰ سال داشت. ایوان به عنوان «تزار ارشد» و پتر به عنوان «تزار کوچک» در نظر گرفته می‌شد؛ اما قدرت واقعی توسط سوفیا آلکسیونا، خواهر تنی ایوان و ناتنی پیتر اعمال گشت و او نخستین زن در تاریخ روسیه بود که به مدت هفت سال بر این کشور حکومت کرد.
سوفیا همیشه مراقب ایوان بود، اگرچه از هیچ نظر مشخص نیست که در مورد هرگونه موضوع مهمی با او مشورت کرده باشد. او دقت داشت تا هر نشانه ظاهری احترام و تکریم به ایوان داده شود؛ زیرا این را روشی ظریف برای تضعیف نفوذ جناح پیتر در دربار می‌دانست. بنابراین، هر خواسته یا نظری که ایوان بیان می‌کرد به تعویق افتاد و اعتبار عمومی او در دربار در طول سال‌های سلطنت سوفیا دست نخورده باقی ماند. وقتی پتر بزرگ شد، او و گروهش به رهبری خاندان ناریشکین برای نفوذ و رسیدن دوباره به قدرت با نایب‌السلطنگی سوفیا مبارزه کردند. در حقیقت، ستیز میان دو خاندان از ابتدا وجود داشت و همچنین سوفیا برای ایجاد شورش سال ۱۶۸۲ در مسکو و قتل عموهای پتر سرزنش می‌شد. به همین دلیل و عوامل دیگر، تنش بین جناح‌های این دو تزار همچنان برقرار بود.

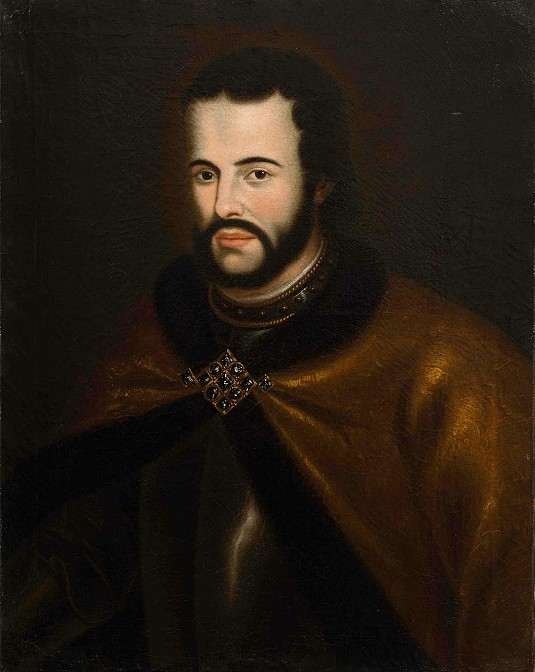
یک پرتره از ایوان پنجم

پیتر از آنجایی که مورد بی‌توجهی و بی‌محبتی قرار گرفت، خیلی زود به خود آمد و به گونه‌ای رفتار کرد که انگار تنها تزار کشور است. نتیجه نهایی تلاش‌های او این بود که با گذشت زمان، نشانه‌های ظاهری احترام و قدرتی که ایوان در دوران سلطنت سوفیا از آن برخوردار بود، به آرامی از بین رفت و او در دربار روسیه غیرقانونی جلوه کرد. از سال ۱۶۸۸ پایه‌های حکومت سوفیا شروع به سست شدن کرد. هنگامی که ایوان نیز در سال ۱۶۸۹ از همسرش پراسکویا سالتیکوا صاحب دختری شد و فرزند پسری نداشت، جایگاه پتر به عنوان حاکم مشروع بیش‌از پیش تضمین شد.
در همان سال که پیتر ۱۷ ساله و  بالغ شده بود، خاندان ناریشکین خواستار برکناری سوفیا و به تخت نشستن پتر شایسته شدند. سوفیا تلاش کرد خیزش پتر و اشراف در برابر خود را کنترل کند؛ اما سرانجام شکست را پذیرفت. یاران وفادار او مجازات شدند و خودش نیز برای همیشه به صومعه نوودیچی تبعید شد. ایوان که از به قدرت رسیدن برادرش استقبال کرد و حکومت را به او سپرد، در دهه آخر عمرش کاملاً تحت‌الشعاع وی قرار داشت. او روزگار خود را با همسرش سپری می‌کرد و به اندک مسائلی توجه نشان می‌داد؛ اما به عنوان فردی زاهد و معتقد «شبانه روز در روزه بود و دعا می‌کرد».

## مرگ و جانشینی
ایوان در سن ۲۷ سالگی توسط سفرای خارجی که او را دیدند با عبارات «سالخورده»، «فلج» و «تقریبا نابینا» توصیف شده است. او دو سال بعد در 
۸ فوریه [سبک قدیمی: ۲۹ ژانویه] ۱۶۹۶ درگذشت و در کلیسای جامع فرشته مقرب به خاک سپرده شد. از آنجا که ایوان چندین دختر داشت اما پسری نداشت، هیچ سردرگمی در مورد جانشینی سلطنت پس از مرگ او به وجود نیامد و عرصه قدرت برای برادر کوچک‌ترش باز شد تا در نهایت به «پتر کبیر» روسیه تبدیل شود. با مرگ ایوان، سرانجام رقابت قدرت در میان دو خاندان دربار پایان یافت.
در سال ۱۷۳۰، بیش از ۳۰ سال پس از مرگ ایوان، دومین دختر بازمانده او یعنی آنا، توسط شورای خصوصی کشور به تاج و تخت روسیه دعوت شد. او بیش از ۱۰ سال به عنوان امپراتور تمام روسیه حکومت کرد و ایوان ششم، نوه شیرخوار ایوان جانشین او شد. با این حال، کودتایی که در دربار در سال ۱۷۴۱ توسط الیزابت خواهرزاده ایوان طراحی شد، در نهایت منجر به انتقال تاج و تخت روسیه به فرزندان پتر کبیر برای همیشه شد که تا فرارسیدن انقلاب بلشویک‌ها بر این کشور حکومت کردند.

## همسر و فرزندان

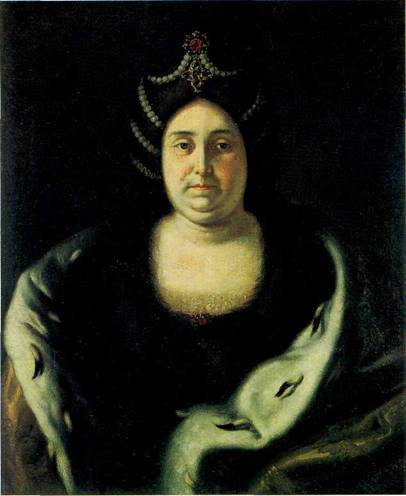
یک پرتره از پراسکویا سالتیکوا اثر ایوان نیکیتین

در اواخر سال ۱۶۸۳ یا اوایل ۱۶۸۴، ایوان با پراسکویا فئودورونا سالتیکوا، دختر فئودور پتروویچ سالتیکوف، یک نجیب‌زاده کوچک از همسرش که نامش نامشخص است، ازدواج کرد. ازدواج ایوان به شکل یک عروس‌نشان ترتیب داده شد که سبک سنتی تزارهای روسیه بود.
پراسکویا سالتیکوا، که از یک خانواده اصیل روسی نسبتاً مبهم بود، در خانواده‌ای متوسط بزرگ شده بود و به ارزش‌های مرسوم و معیارهای اخلاقی پایبند بود. او به شدت با شوهر مهربان و ساده‌دلش پیوند خورد و پای ثابت زندگی او شد. او ثابت کرد که همسری نمونه برای مردی با مشکل معلولیت است. منش اخلاقی، سبک زندگی ساده، انفاق، تقوا و عدم دخالت او در سیاست مورد تحسین همگان قرار گرفت. او احترام مادام‌العمر برادر شوهر قدرتمندش یعنی پتر کبیر را به دست آورد که مراقبت و آموزش دو دختر خود را به او سپرد و التماسش کرد که آنها را درست مثل خودش تربیت کند.
ضعف جسمی ایوان مانع از داشتن فرزندان سالم نشد و پراسکویا برای او پنج دختر به دنیا آورد که سه تای آنها تا بزرگسالی زندگی کردند. فرزندان آنها عبارت بودند از:
- ماریا ایوانونا (۱۶۸۹–۱۶۹۲): نخستین دختر ایوان و پراسکویا که در کودکی درگذشت.
- فئودوسیا ایوانونا (۱۶۹۰–۱۶۹۱): دومین دختر ایوان و پراسکویا که او نیز در کودکی درگذشت.
- اکاترینا ایوانونا (۱۶۹۱–۱۷۳۳): سومین فرزند ایوان که مادربزرگ ایوان ششم نیز بود.
- آنا ایوانونا (۱۶۹۳–۱۷۴۰): چهارمین دختر ایوان که سال‌ها بعد توانست به عنوان امپراتور تمام روسیه به تاج و تخت روسیه برسد.
- پراسکویا ایوانونا (۱۶۹۴–۱۷۳۱): پنجمین و آخرین فرزند ایوان